# Žegar (Šentjur, Slovenija)
Žegar je naselje u slovenskoj Općini Šentjuru. Žegar se nalazi u pokrajini Štajerskoj i statističkoj regiji Savinjskoj. 

## Stanovništvo
Prema popisu stanovništva iz 2002. godine naselje je imalo 123 stanovnika.